# Ficus elastica
Фікус еластік, каучуконосний фікус (Ficus elastica) — один із видів фікуса.

## Будова
Рослина має повітряні стовпоподібні корені, що спускаються до землі, перетворюючи дерево на баньян.

## Вимоги
Вимоги до світла: живе в різних світлових умовах.

Вимоги до води: влітку полив рясний, але земля між поливами повинна просохнути, взимку щодня поливають чистою водою.

Вимоги до ґрунту: суміш із дернової, торф'яної, листової землі (1:1:1) з додаванням невеликої кількості піску.

Вимоги до температури: Оптимальна температура утримування фікуса — 25-30 °C влітку і 16-20 °C взимку.

## Спосіб догляду
3-4 рази в тиждень листя фікуса обтирають вологою ганчіркою і з верхньої, і з нижньої сторони; невисокі рослини звичайно ставлять на вікно в піддонник, більші можуть стояти на підлозі вдалині від батарей; по весні дорослі рослини обрізають, перевалюють або пересаджують. у молодих рослин, втім, і в дорослих теж, варто зрізати верхівки. обрізаний фікус утворить крону. дорослу рослину пересаджують або перевалюють через 2-3 року або хоча б міняють верхній шар (3 см) землі.

## Використання
Містить каучук, популярний серед декоративних рослин, а також, як і всі рослини, здійснює фотосинтез.